# Brol
Brol is het debuutalbum van de Belgische singer-songwriter Angèle. Het werd in oktober 2018 uitgebracht en bevat onder meer de singles "La loi de Murphy" en "Je veux tes yeux". Angèle praat op het debuutalbum over diverse thema's als seksisme, sociale media, feminisme en jaloezie.

## Achtergrond

### Singles
In 2017 brak Angèle door met de single "La loi de Murphy". Een jaar later bracht ze de single "Je veux tes yeux" uit en trad ze voor het eerst op grote Belgische muziekfestivals als Rock Werchter, Couleur Café en Dour op. Aan het einde van het jaar werd haar debuutalbum Brol, dat ze in Parijs opnam, uitgebracht. Het album bevat ook het nummer "Tout oublier", dat ze samen met haar broer Roméo Elvis opnam. Begin 2019 werd de single Balance ton Quoi  populair op de Franstalige radio's, ook haalde de single al meer dan 20 miljoen streams binnen. De single werd echter pas in april officieel aangekondigd als haar zesde single. De videoclip verscheen op 15 april 2019. In september bracht Angèle Flou uit als single. In het najaar bracht ze Perdus uit, ter promotie van de vernieuwde versie van het album Brol La Suite. Op die versie staat ook het nummer Oui ou non, die een grote hit werd in zowel Frankrijk als België.

### Titel en albumhoes
De titel van het album is Belgische spreektaal. Brol is een synoniem voor 'rommel' of 'prul'. De albumhoes is een jeugdfoto van Angèle, getrokken door haar vader. Op de foto is Angèle een melktand kwijt. Angèle zelf zei dat ze deze foto genomen heeft omdat ze er trots op is, het toont aan dat ze aan het groeien is, net zoals in het echte leven als artiest.

### Heruitgave
Op 8 november 2019, ongeveer een jaar na de uitgave van Brol verschijnt Brol La Suite. Het is een heruitgave van het album met zes nieuwe nummers en een nieuwe versie van het populaire nummer Ta Reine. De albumhoes is dezelfde gebleven als de standaardeditie, alleen is de achtergrond nu rood in plaats van lichtblauw.

## Promotie
Angèle zong enkele nieuwe nummers voor het eerst tijdens een akoestische sessie in Les Halles in Parijs.
Om het album te promoten ging Angèle op tournee door België, Frankrijk en Zwitserland. Ook gaf ze een concert in Canada en de Verenigde Staten. Met de Brol Tour gaf de zangeres meer dan 80 shows.

## Tracklist
| Nr.                | Titel                            | Schrijver(s)                        | Producent(en)                                  | Duur |
| ------------------ | -------------------------------- | ----------------------------------- | ---------------------------------------------- | ---- |
| 1.                 | "La thune"                       | Angèle                              | Angèle, Tristan Salvati                        | 3:22 |
| 2.                 | "Balance ton quoi"               | Angèle                              | Angèle, Tristan Salvati                        | 3:10 |
| 3.                 | "Jalousie"                       | Angèle                              | Angèle, Tristan Salvati                        | 3:46 |
| 4.                 | "Tout oublier" (ft. Roméo Elvis) | Angèle, Roméo Elvis                 | Angèle, Tristan Salvati                        | 3:22 |
| 5.                 | "La loi de Murphy"               | Angèle, Veence Hanao, Matthew Irons | Angèle Van Laeken, Matthew Irons, Veence Hanao | 3:15 |
| 6.                 | "Nombreux"                       | Angèle                              | Angèle, Tristan Salvati                        | 3:12 |
| 7.                 | "Victime des résaux"             | Angèle                              | Angèle, Tristan Salvati                        | 3:23 |
| 8.                 | "Les Matins"                     | Angèle                              | Angèle, Veence Hanao                           | 2:55 |
| 9.                 | "Je veux tes yeux"               | Angèle                              | Angèle, Veence Hanao                           | 3:25 |
| 10.                | "Ta reine"                       | Angèle                              | Angèle, Tristan Salvati, Hugo Martinez         | 3:33 |
| 11.                | "Flemme"                         | Angèle, Matthew Irons               | Angèle, Tristan Salvati                        | 4:16 |
| 12.                | "Flou"                           | Angèle                              | Angèle, Tristan Salvati                        | 3:19 |
| Totale duur: 41:01 |                                  |                                     |                                                |      |

Brol La Suite 
| Nr.                  | Titel                            | Schrijver(s)        | Producent(en)                                  | Duur |
| -------------------- | -------------------------------- | ------------------- | ---------------------------------------------- | ---- |
| 13.                  | "Perdus"                         | Angèle              | Angèle, Tristan Salvati                        | 3:03 |
| 14.                  | "Oui ou Non"                     | Angèle              | Angèle, Tristan Salvati                        | 3:16 |
| 15.                  | "Insomnies"                      | Angèle              | Angèle, Tristan Salvati                        | 3:32 |
| 16.                  | "Tu Me Regardes"                 | Angèle              | Angèle, Tristan Salvati                        | 3:12 |
| 17.                  | "J'entends"                      | Angèle              | Angèle, Tristan Salvati                        | 3:37 |
| 18.                  | "Que du Love" (ft. Kiddy Smile)  | Angèle, Kiddy Smile | Angèle, Tristan Salvati                        | 2:33 |
| 19.                  | "Ta Reine" (version orchestrale) | Angèle              | Angèle, Tristan Salvati, François Villevieille | 4:31 |
| Totale lengte: 23:54 |                                  |                     |                                                |      |

## Prijzen
| Jaar | Organisatie                | Award                 | Resultaat   | Ref.  |
| ---- | -------------------------- | --------------------- | ----------- | ----- |
| 2018 | D6bels Music Awards        | Beste album           | Gewonnen    | [ 6 ] |
| 2018 | Music Industry Awards 2018 | Beste album           | Genomineerd | [ 7 ] |
| 2018 | Music Industry Awards 2018 | Beste artwork         | Gewonnen    | [ 7 ] |
| 2019 | Victoires de la musique    | Beste doorbraak album | Gewonnen    | [ 8 ] |

### Certificaties
| Land             | Certificatie |
| ---------------- | ------------ |
| België (BEA)     | 7× Platina   |
| Frankrijk (SNEP) | 2× Diamant   |